# Bernard Marck
Pour les articles homonymes, voir Marck (homonymie).
Bernard Marck, né le 9 novembre 1950 à Limeil-Brévannes, est un historien de l'aviation et écrivain français.

## Biographie
Rédacteur en chef de la revue Aéroport magazine, Bernard Marck collabore aussi aux journaux Le Monde, Le Monde de l'aviation et Flight international,.
Il est membre correspondant de l'Académie de l'air et de l'espace (2014).

## Publications
- Dassault, Douglas, Boeing et les autres, 1979
- Il était une fois : Mermoz, Jean Picollec, 1986 ; rééd. 2003
- Le Dernier Vol de Guynemer, éditions Acropole, 1991
- Les Aviatrices, éditions de l'Archipel, 1993
- Correspondance inédite de Mermoz : défricheur du ciel, éditions de l'Archipel, 2001
- Hélène Boucher, la fiancée de l’air, éditions de l'Archipel, 2003
- Lindbergh l'ange noir, 2006
- Le Rêve de vol ou l'histoire des idées aéronautiques avant Montgolfier, Le Pérégrinateur éditeur[4], préface Bertrand Piccard, Toulouse, 2006
- Passionnés de l'air : petite histoire de l'aviation légère, 2009
- Elles ont conquis le ciel : 100 femmes qui ont fait l'histoire de l'aviation, 2009
- Amelia : le fascinant destin de la plus grande aviatrice du monde, Arthaud, 2010
- Saint-Exupéry : la soif d'exister (1900-1936), avril 2012
- Saint-Exupéry : la gloire amère, septembre 2012
- Titanic : l'instinct de vie, 2012
- Maurice Noguès, rêve d'Orient, 2015[5]

### Collectif ou en collaboration
- Histoire de l’aviation de René Chambe, Flammarion, 2001 Mise à jour de la nouvelle édition augmentée.
- Dictionnaire universel de l'aviation (dir. d'ouvrage), préface de Pierre Clostermann, éditions Tallandier, 1 132 pages, 2005
- Avec Jean-Claude Bourret, Le Triangle des Bermudes et autres histoires vécues, éditions de l'Archipel, 2017, 384 p. (lire en ligne)

### Radio, audio
- « Ne vas pas te brûler les ailes », France Culture, le 22 novembre 2012
- Rencontre avec Bernard Marck,   Aerostories